# Bowie (Maryland)
Pour les articles homonymes, voir Bowie.
Bowie est une ville du comté de Prince George, au Maryland, aux États-Unis.
Elle est nommée d'après William Duckett Bowie et Oden Bowie.

## Éducation
La ville est le siège de l'Université Bowie State, fondée en 1865.

## Sports
Les Baysox de Bowie sont une équipe de évoluant en Ligue mineure de baseball. Ils sont affiliés aux Orioles de Baltimore depuis 1989.

## Personnalités liées à la ville
- Kathie Lee Gifford (1953), présentatrice de télévision et actrice, a grandi à Bowie.
- Eva Cassidy (1963-1996), chanteuse, décédée à Bowie.
- JC Chasez (1976), chanteur, compositeur et producteur de musique, né à Bowie.
- Chris Wright (1989), basketteur, né à Bowie.

## Jumelages
- Tribu sioux des Lakotas (depuis le 11 septembre 1988)
- Berceto (depuis 2016)